# نيك ماركهام
نيك ماركهام (بالإنجليزية: Nick Markham)‏ هو شخصية أعمال بريطاني، ولد في 1968.